# Guerra de 1907
A Guerra de 1907 foi um conflito travado entre El Salvador e uma aliança entre Honduras, Nicarágua, exilados salvadorenhos e flibusteiros estadunidenses. A invasão de El Salvador em 11 de junho de 1907 resultou em uma rápida vitória militar salvadorenha, pois as forças invasoras se retiraram no final do dia. A guerra terminou oficialmente com a assinatura de um tratado de paz em 20 de dezembro de 1907 que estabeleceu a Corte de Justiça da América Central.

## Antecedentes
Em 13 de novembro de 1898, um golpe de Estado em El Salvador liderado pelo general Tomás Regalado derrubou o presidente general Rafael Antonio Gutiérrez e, após o golpe, Regalado declarou que El Salvador não seria mais membro da República Maior da América Central, da qual fazia parte na época. Como resultado do golpe de Regalado, sua declaração de secessão da Grande República e o fracasso dos militares de Honduras e Nicarágua, os outros dois membros da Grande República, em tomar medidas para impedir pela força a secessão de El Salvador, o Conselho Federal Executivo da República Maior da América Central votou pela dissolução da união em 29 de novembro de 1898.
De 1898 a 1903, Rafael Zaldívar, ex-presidente de El Salvador de 1876 a 1885, tentou convencer Regalado e o presidente mexicano Porfirio Díaz a restabelecer à força uma união centro-americana, tal como o presidente guatemalteco Justo Rufino Barrios tentou em 1885, mas seus esforços falharam quando o mandato de Regalado terminou em 1903. Em 20 de janeiro de 1902, Costa Rica, El Salvador, Honduras e Nicarágua assinaram o Tratado de Paz e Arbitragem Obrigatória que fortaleceu os laços políticos entre as nações. Em 2 de novembro de 1903, Guatemala, Honduras e Nicarágua assinaram outro tratado que delineava um acordo semelhante e, em 21 de agosto de 1904, El Salvador, Guatemala, Honduras e Nicarágua assinaram um terceiro tratado delineando outro acordo semelhante. Apesar dos tratados, uma guerra eclodiu em 1906 quando a Guatemala invadiu El Salvador e Honduras. A guerra terminou com um tratado de paz em 25 de setembro de 1906, quando os Estados Unidos intervieram diplomaticamente. Outra guerra estourou em 19 de fevereiro de 1907, quando a Nicarágua invadiu Honduras e derrubou o presidente Manuel Bonilla. A guerra terminou com outra intervenção diplomática dos Estados Unidos e do México, e as nações da América Central assinaram o Tratado de Paz e Amizade da Centro-Americano de 1907 em 23 de abril de 1907.

## Guerra
Em 11 de junho de 1907, uma coalizão conjunta de soldados hondurenhos e nicaraguenses, exilados salvadorenhos e flibusteiros estadunidenses lançou uma invasão surpresa do território salvadorenho em violação aberta do tratado de paz e amizade assinado apenas dois meses antes. A coalizão foi liderada pelo general Manuel Rivas, um militar salvadorenho exilado que liderou a Revolução dos 44 de 1894 que levou Gutiérrez ao poder, e Prudencio Alfaro, um político salvadorenho exilado que serviu como vice-presidente de El Salvador sob a administração de Gutiérrez de 1895 até ser deposto em 1898. José Santos Zelaya, presidente da Nicarágua, pretendia ajudar a instalar Alfaro como presidente de El Salvador, depondo o presidente em exercício, general Fernando Figueroa, no processo. Miguel R. Dávila permitiu que soldados hondurenhos se juntassem à força invasora no dia anterior à invasão. Durante o primeiro mês, as forças invasoras iniciaram um desembarque naval em Acajutla, capturando a cidade e apreendendo locomotivas e carros pertencentes à Companhia Ferroviária Salvadorenha; o exército também chegou à cidade de Sonsonate.
No dia da invasão, Figueroa fez um discurso intitulado "Proclamação ao Povo Salvadorenho" em um esforço para manter a lealdade e moral dos cidadãos de El Salvador e do exército salvadorenho.
Ele também telegrafou ao Dr. Manuel Delgado, o embaixador salvadorenho nos Estados Unidos, que estava em Washington D.C. na época:
Esta manhã os revolucionários bombardearam e capturaram o porto de Acajutla. As forças eram comandadas pelo general Manuel Rivas, e vieram de Corinto no navio de guerra Momotombo, armado pelo presidente da Nicarágua. É desta forma que o Presidente Zelaya cumpre os termos do Tratado do Amapala, que foi o resultado da intervenção do governo americano.
Em Acajutla, Rivas invadiu um banco em busca de $ 20.000 em prata, o que levou a um desentendimento pessoal entre Rivas e Alfaro. Rivas propôs a Alfaro que eles dividissem o controle do país, com Rivas governando o leste de San Salvador e Alfaro governando o oeste de Sonsonate, mas Alfaro se opôs à proposta. Figueroa mais tarde liderou pessoalmente um exército para Acajutla e, ao ouvir a notícia, os soldados comandados por Rivas e Alfaro se retiraram da cidade, usando vários barcos e barcaças para fugir para a canhoneira Momotombo que os desembarcou lá.
No norte de El Salvador, o general Salvador Toledo comandou exilados salvadorenhos e hondurenhos em uma invasão ao longo da fronteira salvadorenha-guatemalteca. O general Cierra comandava 3.000 soldados no leste de El Salvador, marchando para o sul com a intenção de capturar La Unión. Figueroa declarou San Salvador em estado de sítio para suspender as garantias políticas e prender opositores políticos, apesar de não estar realmente sitiado.
A guerra efetivamente terminou após o primeiro dia, quando as forças invasoras se retiraram de El Salvador após nenhum combate direto ter ocorrido. O objetivo da invasão era capturar todo o país até o final do mês.

## Consequências
Em 14 de novembro de 1907, os Estados Unidos abriram uma conferência de paz em Washington D.C. para encerrar a guerra, para a qual foram convidadas as cinco nações da América Central, Costa Rica, El Salvador, Guatemala, Honduras e Nicarágua. Honduras e Nicarágua apresentaram um plano para restabelecer uma união centro-americana, mas o plano encontrou objeções dos delegados da Costa Rica, El Salvador e Guatemala, e a proposta acabou sendo abandonada. Em 20 de dezembro de 1907, as cinco nações assinaram o tratado que instituiu a Corte Centro-Americana de Justiça. A Corte realizou seu primeiro período de sessões em 1 de janeiro de 1909.

### Citações
1. 1 2 3  Martin 1911, pp. 86–87
2. 1 2 3  Martin 1911, p. 72
3. 1 2 3  Martin 1911, p. 69
4. 1 2 3  Martin 1911, p. 73
5. 1 2 3 4 5 6  Martin 1911, pp. 63–64
6. ↑  Slade 1917, p. 214
7. ↑  Slade 1917, p. 215
8. ↑  Slade 1917, p. 204
9. ↑  Slade 1917, pp. 216–218
10. ↑  Slade 1917, pp. 218–219
11. ↑  Slade 1917, pp. 219–221
12. ↑  Slade 1917, p. 221
13. ↑  Slade 1917, pp. 221–222
14. ↑  «Fourth Central American War 1907». On War
15. 1 2 3  Slade 1917, p. 223
16. 1 2 3 4 5  Martin 1911, p. 61
17. ↑  Martin 1911, p. 75
18. ↑  Appletons' 1895, p. 709
19. ↑  «Elections and Events 1850–1899». UC San Diego (em inglês). The Library – UC San Diego
20. ↑  Martin 1911, p. 78
21. ↑  Martin 1911, p. 62
22. ↑  Martin 1911, p. 68
23. 1 2  «Elections and Events 1900–1934». UC San Diego (em inglês). The Library – UC San Diego
24. ↑  Slade 1917, p. 226
25. ↑  Slade 1917, p. 227
26. 1 2  Martin 1911, pp. 118–119